# Vassy-sous-Pisy
Vassy-sous-Pisy è un comune francese di 85 abitanti situato nel dipartimento della Yonne nella regione della Borgogna-Franca Contea.
Fino all'11 luglio 2010 il comune si è chiamato Vassy

## Società

### Evoluzione demografica
Abitanti censiti